# Strang (watergang)
Een strang of hank is een nevengeul van een rivier binnen een uiterwaard. Het zijn veelal half-dichtgeslibde restanten van de rivier die vroeger met enige regelmaat zijn loop verlegde, soms vrij plotseling door avulsie. Strangen spelen een gunstige rol ten dienste van het waterbergend vermogen bij hoogwater.
Strangen komen onder andere voor langs IJssel, Rijn en de Maas in Nederland en de Nederrijn in Duitsland. 
Vele strangen waren in de middeleeuwen een tijdlang de hoofdgeul van de rivier. De rivieren hadden nog geen sluitend dijksysteem en in tijden van hoogwater waren de rivieren in het vlakke laagland soms kilometers breed. Op zulke momenten konden nevengeulen tot hoofdgeul worden en omgekeerd.

## Afbeeldingen

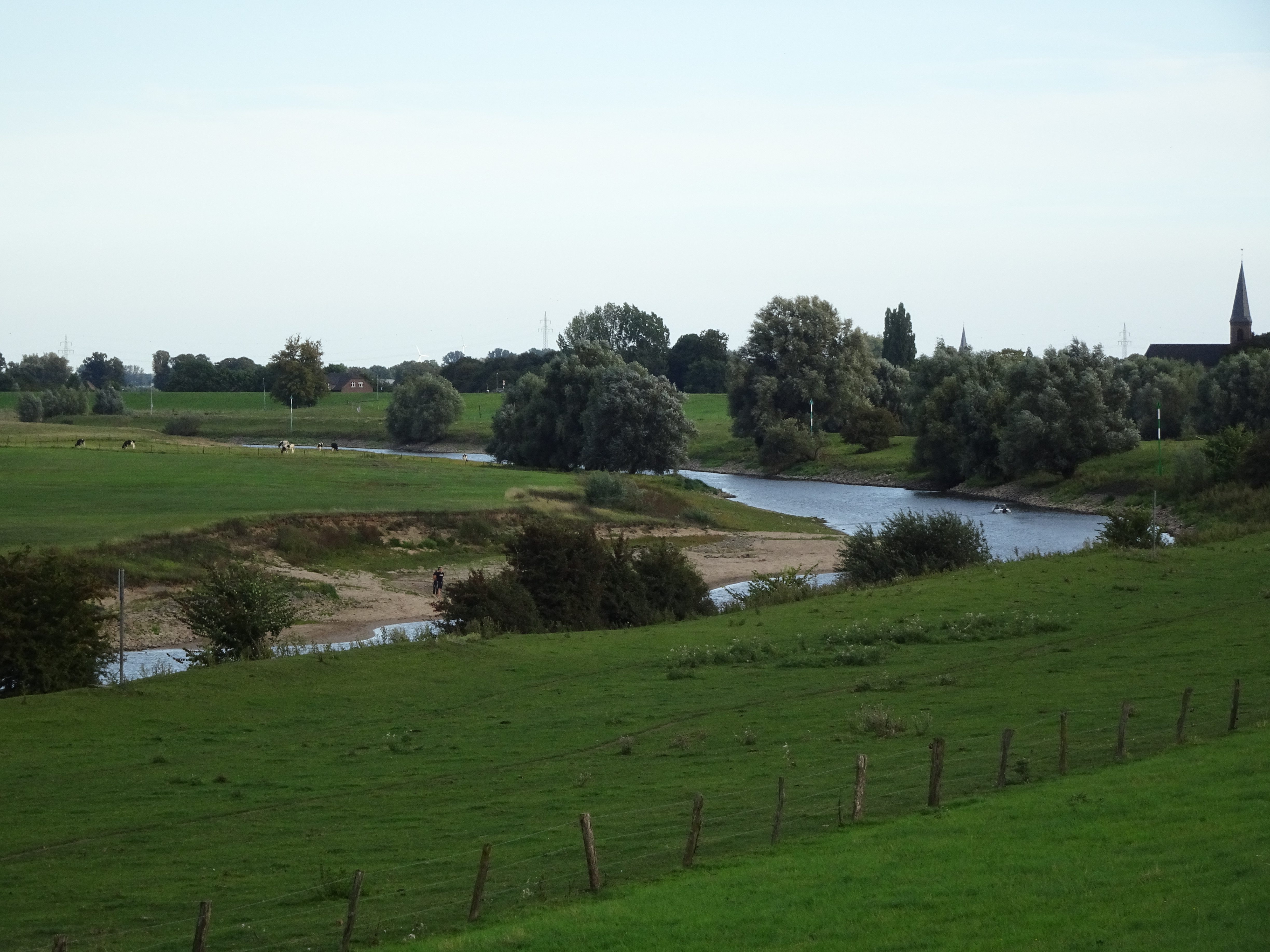
Kleef, Griethauser Altrhein
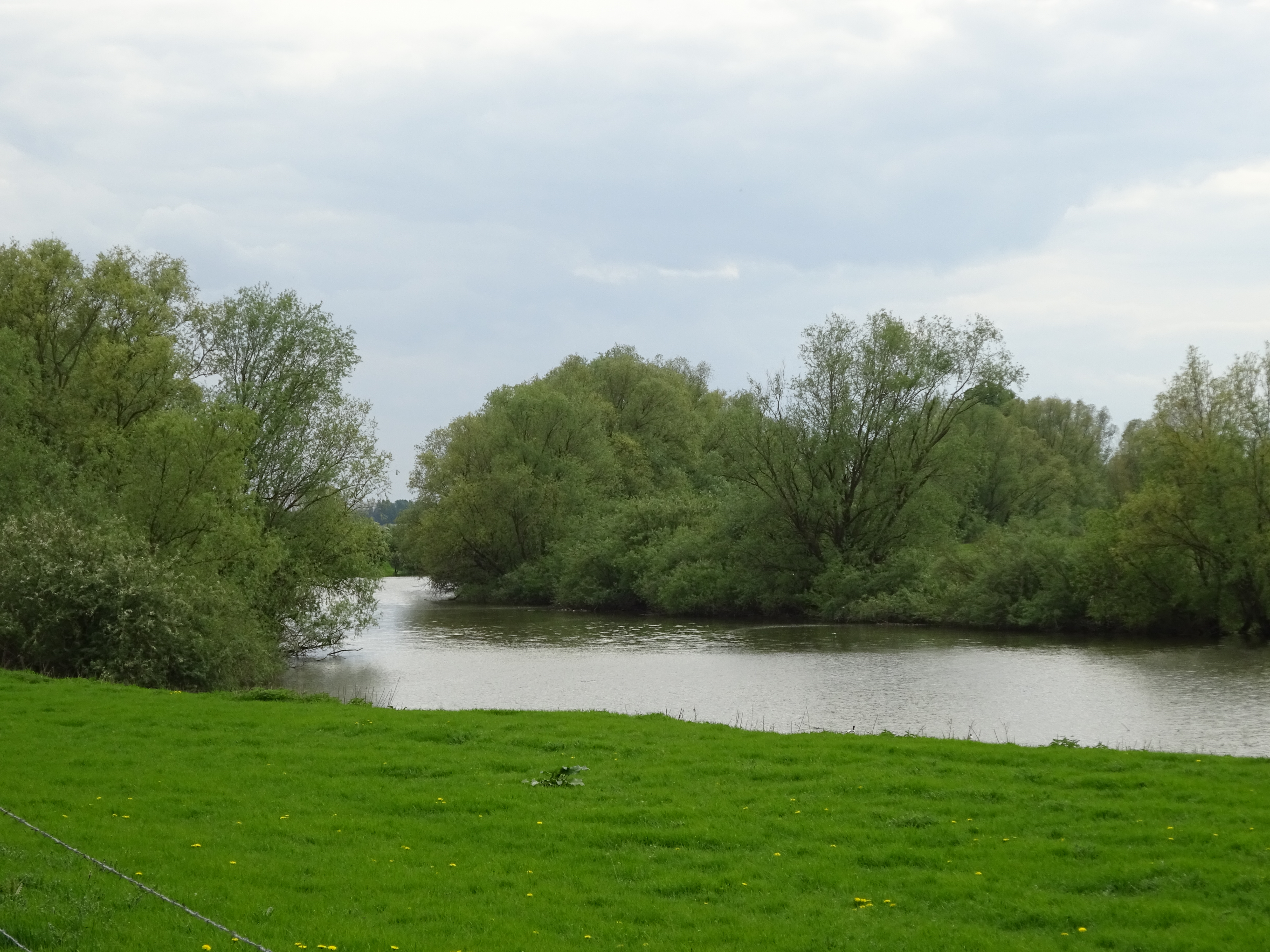
Rees, Grietherorter Altrhein
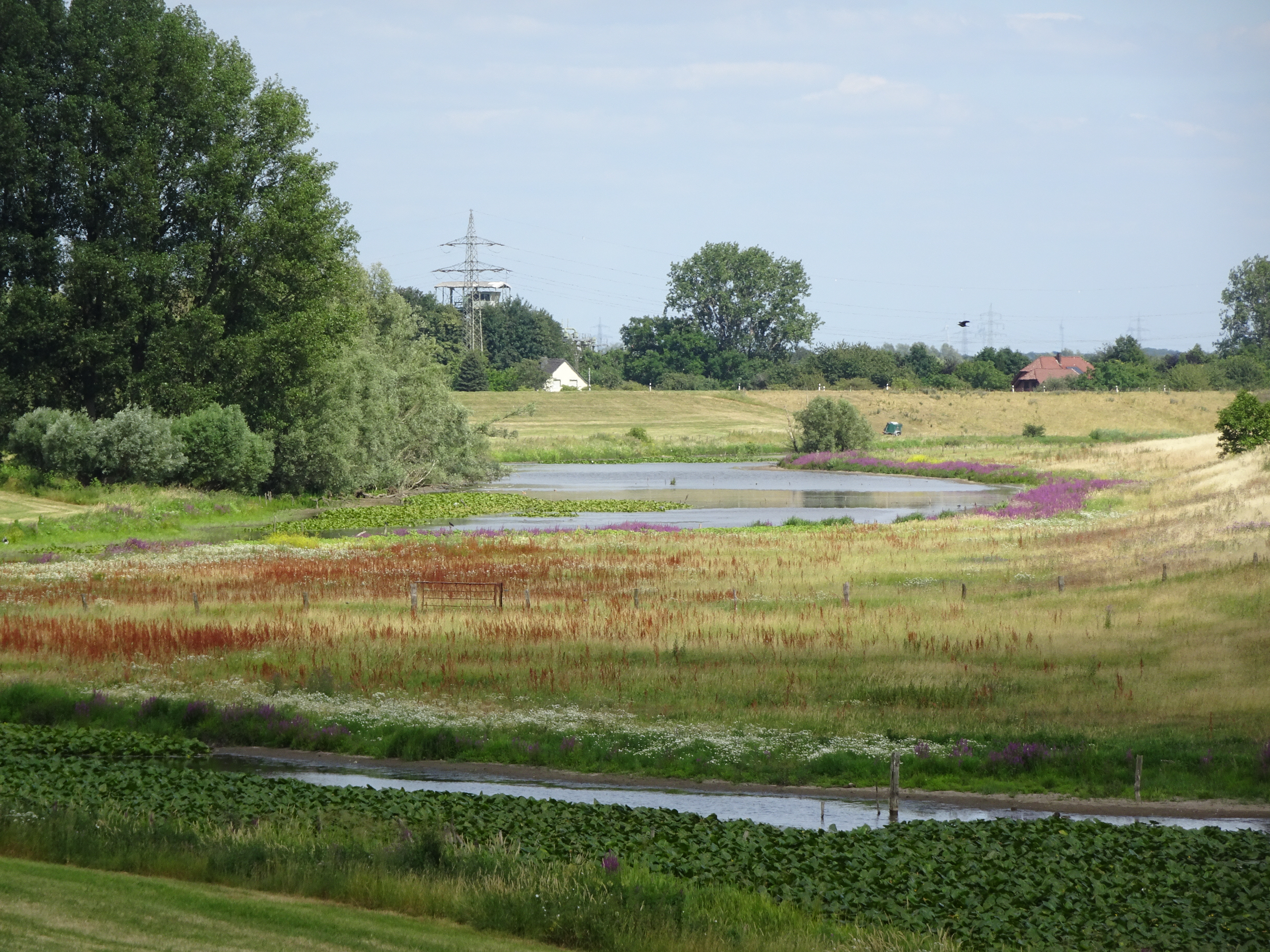
Rees, Reeser Altrhein